# Buona sera, Sra. Campbell
Buona sera, Sra. Campbell  (títol original: Buona Sera, Mrs. Campbell) és una pel·lícula dels Estats Units de Melvin Frank estrenada el 1968. Ha estat doblada al català.

## Argument
Carla és una dona italiana que durant la guerra dona a llum a una filla, Gia, fruit d'una relació amb tres soldats nord-americans, un cap, un sergent i un tinent.
Els tres homes, sense adonar-se de l'existència dels "rivals", creuen que cadascú d'ells és el pare de la nena, Carla se n'aprofita i durant vint anys li envien xecs per mantenir els estudis en un internat suís.
Per silenciar les xafarderies, Carla es fa passar per una vídua d'un capità americà de qui va prendre el cognom Campbell, però l'arribada sobtada dels seus tres examants espatlla les coses.

## Repartiment
- Gina Lollobrigida: Carla Campbell
- Shelley Winters: Shirley Newman
- Phil Silvers: Phil Newman
- Peter Lawford: Justin Young
- Telly Savalas: Walter Braddock
- Lee Grant: Fritzie Braddock
- Janet Margolin: Gia Campbell
- Marian McCargo: Lauren Young
- Naomi Stevens: Rosa
- Renzo Palmer: L'alcalde
- Giovanna Galletti: La Comtessa
- James Mishler: Stubby
- Dale Cummings: Pete
- Philippe Leroy: Vittorio

## Premis i nominacions

### Nominacions
- 1969: Globus d'Or a la millor pel·lícula estrangera de parla anglesa
- 1969: Globus d'Or a la millor actriu musical o còmica per Gina Lollobrigida
- 1969: Globus d'Or a la millor cançó original per Riz Ortolani i Melvin Frank amb "Buona Sera, Mrs. Campbell"